# ظهر خريف (حزم العدين)

تعديل مصدري - تعديل

ظهر خريف محلة تابعة لقرية الزانعة، التابعة لعزلة الاحكوم بمديرية حزم العدين إحدى مديريات محافظة إب في الجمهورية اليمنية، بلغ تعداد سكانها 37 حسب تعداد اليمن لعام 2004.